# Fosfotransferasi
Le fosfotransferasi sono una categoria di enzimi che catalizzano il trasferimento di gruppi fosfato da una molecola ad un'altra.

## Classificazione
Le fosfotrasferasi sono catalogate nella classe EC 2.7, e sono ulteriormente suddivise in base al tipo di molecola che accetta il gruppo fosfato:
- EC 2.7.1: fosfotransferasi con gruppi alcolici come accettori (chinasi);
- EC 2.7.2: fosfotransferasi con gruppi carbossilici come accettori;
- EC 2.7.3: fosfotransferasi con azoto come accettore;
- EC 2.7.4: fosfotransferasi con gruppi fosfato come accettori;
- EC 2.7.9: fosfotransferasi con accettori accoppiati. In queste reazioni da un singolo nucleotide trifosfato vengono trasferiti due fosfati a due differenti accettori, lasciando come prodotti un nucleotide monofosfato e due molecole fosforilate.

## Sistema delle fosfotransferasi
Il sistema delle fosfotransferasi è un complesso sistema di traslocazione di gruppo presente in alcuni batteri, dove guida il trasporto all'interno della cellula di alcuni zuccheri quali glucosio, mannosio e mannitolo. Il primo passaggio della reazione consiste nella fosforilazione del substrato da parte di una fosfotransferasi. Nel caso del glucosio, la reazione forma il glucosio-6-fosfato che, a causa della carica negativa portata dal gruppo fosfato, non è più in grado di attraversare la membrana cellulare.
La fosforilazione del glucosio a glucosio-6-fosfato è anche la prima reazione della glicolisi.
| Controllo di autorità | BNE (ES) XX534488 (data) |